# Yurtçiçeği, Suruç
Yurtçiçeği là một xã thuộc huyện Suruç, tỉnh Şanlıurfa, Thổ Nhĩ Kỳ. Dân số thời điểm năm 2011 là 143 người.